# Бенедикт Анианский
Бенедикт Анианский (лат. Benedictus Anianensis; около 750[…], Эро, Лангедок — Руссильон — 11 февраля 821, Ахен) — бенедиктинский монах и франкский государственный деятель, автор орденского устава о реформировании монастырских правил в сторону усиления аскетизма монахов и ограничения их вольностей. Бенедикт боролся против ереси адопционистов, также он способствовал распространению каролингского минускула. Будучи советником Людовика Благочестивого в бытность последнего сначала королём Аквитании, а позже и императором Запада, Бенедикт являлся одним из крупнейших деятелей Каролингского возрождения. Святой католической и Православной церкви.

## Биография
Бенедикт родился около 745/750 года в Лангедоке, при рождении получив имя Витица. Он происходил из знатного вестготского рода: его отцом был граф Магелона Айгульф.
Витица получил образование при дворе франкского короля Пипина Короткого и поступил на королевскую службу. В 773 году Витица принимал участие в походе короля Карла Великого в Италию.
В 774 году Витица с риском для жизни спас брата, тонувшего в реке, после чего покинул королевский двор, решив посвятить себя религии. Он постригся в монахи в монастыре Святого Секвана, около Дижона, приняв имя Бенедикт. Там он стал сторонником практики аскетизма, расценивая устав святого Бенедикта как лучшую основу для монашеской жизни.
В 779 году умер настоятель монастыря, после чего его пост предложили занять Бенедикту. Однако он отказался, покинул монастырь и вернулся на родину, где в родовых владениях основал монашеское поселение на берегу реки Аниан, в 25 км на запад от Монпелье, вскоре превратившееся в Анианский монастырь, аббатом в котором стал Бенедикт. Этот монастырь стал моделью для проведения во Франкском государстве монашеской реформы.
Бенедикт пользовался доверием Карла Великого и, в особенности, его сына Людовика Благочестивого, который познакомился с его идеями ещё будучи королём Аквитании. После того как в 814 году Людовик был провозглашён императором, Бенедикт стал его советником. Желая, чтобы Бенедикт находился недалеко от него, Людовик назначил его аббатом монастыря Мармутье в Эльзасе, а позже основал для него монастырь Корнелимюнстер, который по названию реки, на которой был расположен, больше известен под названием Инденский.
Под влиянием Бенедикта император решил распространить разработанные Бенедиктом правила на всю территорию Франкского государства. Для этого в 816, 817 и 818—819 годах были проведены три церковных собора, принявшие ряд документов, регламентирующих правила и нормы поведения для монахов и каноников, а также утверждающих для некоторых монастырей, покровителем которых был лично император, право самим избирать себе аббата. Были утверждены меры и против тех, кто отказывался следовать этим правилам. Новые монашеские правила, являвшиеся возобновлением и улучшением устава Бенедикта Нурсийского, на рейхстаге в Ахене в 817 году получили силу закона.
Бенедикт умер в 821 году в Инденском монастыре, тело его было погребено в монастырской церкви. После его смерти строгость монастырских нравов опять ослабела. Однако на его правила ориентировались аббаты Клюни при проведении Клюнийской реформы.
Вскоре после смерти Бенедикта началось его почитание как святого. Было составлено послание монахов аббатства, которое фактически стало его первым жизнеописанием. Местное почитание Бенедикта осуществляется в Корнелимюнстере, Дижоне и Аниане.

## Сочинения
- Benedictus Anianensis. Opera omnia // PL. 103. Col. 390—1420; Consuetudines monasticae / Ed. B. Albers. Monte-Cassino, 1907. T. 3
- Epistola Indensium // MGH. Scr. T. 15. Pars 1. P. 219—220; Idem // MGH. Epist. T. 4. P. 561—563;
- Benedicti Anianensis Concordia Regularum // Corpus christianorum. Turnhout, 1999. Vol. 168.